# Sd.Kfz. 252
Le Sonderkraftfahrzeug 252 (en français : « véhicule spécial à moteur no 252 ») ou Sd.Kfz. 252 ou encore leichter Gepanzerte Munitionskraftwagen (en français : « véhicule blindé léger à moteur pour munitions ») était un half-track blindé léger utilisé par la Wehrmacht comme transporteur de munitions au cours de la bataille de France lors de la Seconde Guerre mondiale.
Les Sd.Kfz. 252 furent fournis aux batteries de Sturmartillerie (artillerie d’assaut) n° 640, 659, 660 et 665 qui étaient localisées en France.

## Répartition du blindage
| Caisse avant haute | Caisse avant basse | Côté caisse haute | Côté caisse basse | Arrière caisse                       | Dessus caisse    | Dessous caisse   |
| ------------------ | ------------------ | ----------------- | ----------------- | ------------------------------------ | ---------------- | ---------------- |
| 18 mm à 30 degrés  | 18 mm à 12 degrés  | 8 mm à 30 degrés  | 8 mm à 30 degrés  | 8 mm à 45 degrés et 8 mm à 55 degrés | 8 mm à 90 degrés | 8 mm à 90 degrés |

## Informations diverses
- Utilise un système radio FuG15 ou FuG16
- Transmission à 7 rapports avant et 3 en marche arrière
- Armé d'une mitrailleuse 7,92 mm MG 34
- Moteur 6 cylindres, refroidissement par eau, tournant à 3 000 tours par minute

## Galerie

Diverses vues de Sd.Kfz. 252 sur le front de l'Est
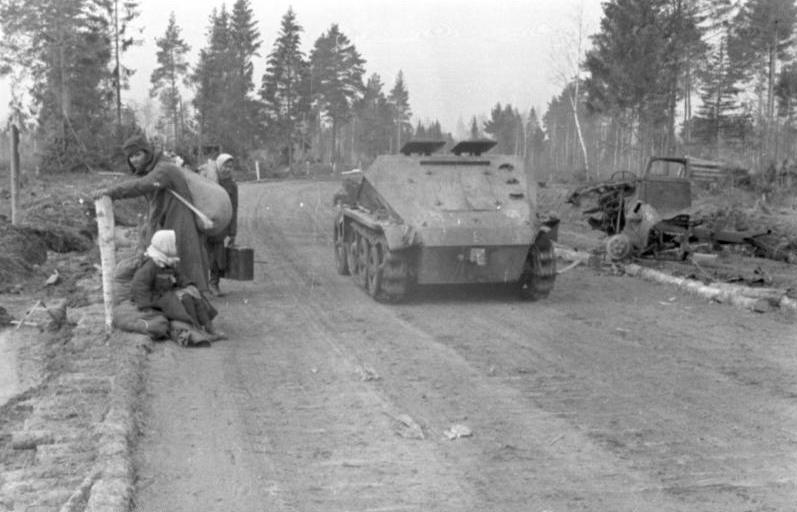
Vue arrière, Russie, janvier 1942.
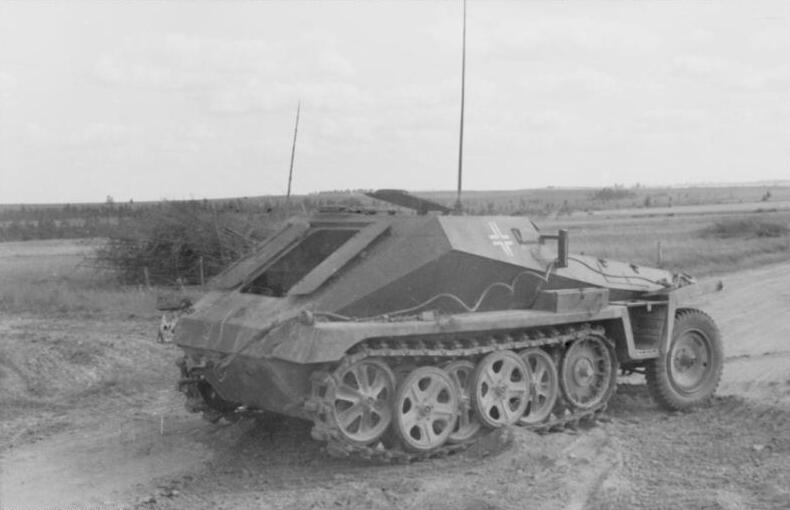
Vue de côté, Russie, août 1943.
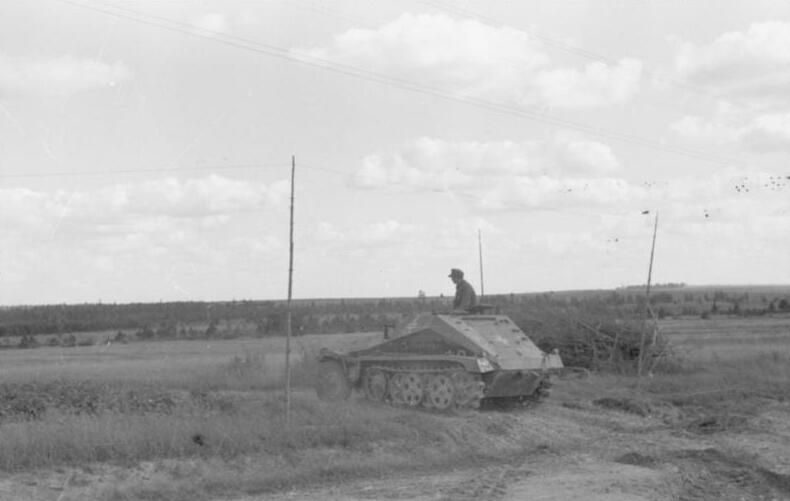
Sur le terrain, Russie, août 1943.
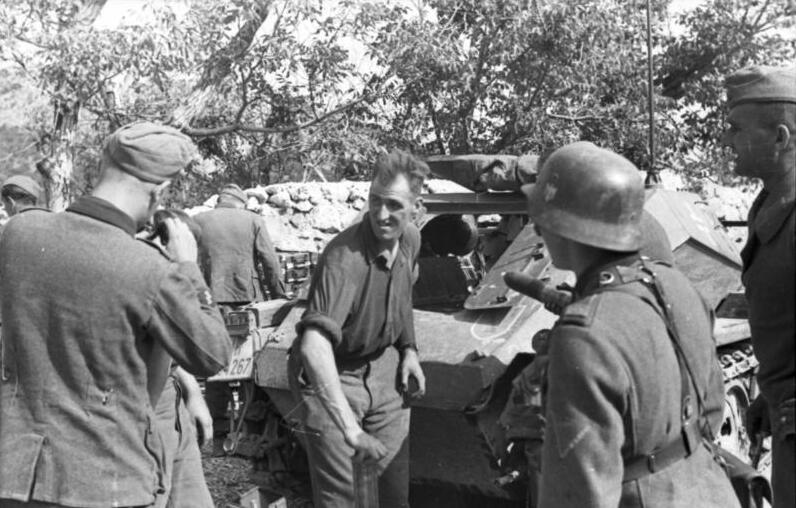
Soldats allemands chargeant des munitions dans un Sd.Kfz. 252, Crimée, juin 1942.
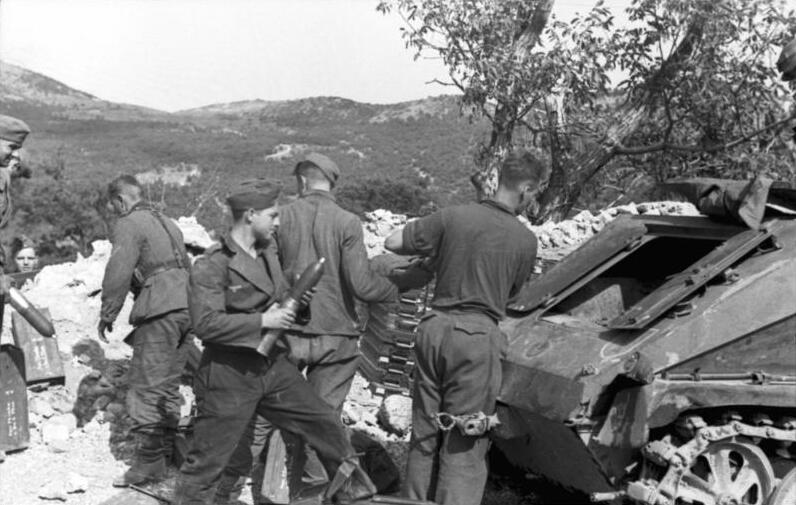
Autre vue d'un chargement en munitions.